# Hyphessobrycon
Hyphessobrycon es un género de peces de la familia Characidae en el orden de los Characiformes.

## Especies
Hay 132 especies en este género: